# Айзенберг Олександр Абрамович
Олександр Абрамович Айзенберг (також Айзенберґ; 23 грудня 1898 (4 січня 1899), Біла Церква — 29 лютого 1984, Київ) — терапевт, доктор медичних наук (1935), професор (1941).

## Біографія
Народився у родині зубного лікаря. Блискуче закінчив гімназію, поступив на медичний факультет Університету Св. Володимира, що було виділено в окремий Київський медичний інститут, який він закінчив у 1922 році. Якийсь час він навчався в інтернатурі в клініці, якою керував М. Стражеско. Тривало це недовго, так як Айзенберга направлено на боротьбу з епідемією епідемічного висипного тифу в нинішню Черкаську область. Лікуючи пацієнтів, він тяжко захворів. Хвороба перебігала з ускладненнями, його виходжувала лікар Сара Березницька, яка стала зрештою його дружиною. Певний час продовжував працювати лікарем у Черкаській області. 
Надалі 1931 року повернувся в клініку Миколи Стражеска, поступив в аспірантуру. У 1935 році захистив кандидатську дисертацію на тему «Первинний рак легені». У 1936-му в Харкові вийшла його перша монографія на цю ж тематику. Ввійшов до першого складу створеного 1936 року Стражеском Інституту клінічної медицини. За рекомендацією професора Стражеска монографію верифікували як докторську дисертацію, а Айзенберга він запропонував на завідування кафедрою терапії Вінницького медичного інституту у 1940 році. 
Під час німецько-радянської війни 1941 року призваний до армії, був призначений в один з госпіталів Пермі, а згодом стараннями Стражеска переведений до Уфи, де протягом 1941-1943 років виконував обов'язки асистента кафедри факультетської терапії Башкирського медичного інституту. Після повернення до Києва протягом 1943—1949 рр. — старший науковий співробітник відділу клінічної медицини Інституту клінічної фізіології. Декілька років він був членом проблемної комісії Міністерства охорони здоров'я України «Ревматизм і хвороби суглобів». В Інституті клінічної медицини Айзенберг продовжував керувати відділом функціональної діагностики. Тоді його було обрано депутатом Київської міської ради другого скликання. На початку 1950-х років Микола Стражеско тяжко захворів, він обрав Айзенберга своїм лікарем і помер на його руках у 1952 році. 
Того ж року Айзенберга було обрано завідувачем кафедри факультетської терапії Київського медичного інституту. Паралельно протягом 1952—1967 років він керував відділенням ревматології Київського НДІ клінічної медицини ім. акад. М. Д. Стражеско.
1958—1973 рр. — завідував кафедрою госпітальної терапії Київського медичного інституту імені О. О. Богомольця. 
Наукові роботи присвячені питанням раку легень, рановому сепсису, септичної (агранулоцитарної) ангіни, ревматології, проблемам кардіології. Найвідоміші наукові праці: «О некоторых спорных вопросах в учении об ендокардитах», Первичный рак легкого. К., 1936; «Патология сердечно-сосудистой системы в клинике и эксперементе» 1956, «О патогенезе и этиологии ревматизма» 1961 р.

## Учні
- Грицюк О. Й.
- Гватуа Н. А.
- Следзевська І. К.
- Преварський В. П.
- Паволоцька Г. М.
- Лещинська Я. С.